# Bloomberg Commodity Index
Pour les articles homonymes, voir Bloomberg.
Le Bloomberg Commodity Index (BCOM) est un indice boursier permettant aux investisseurs de suivre la tendance des marchés à terme sur matières premières.

## Historique
À l'origine appelé le Dow Jones-AIG Commodity Index (DJ-AIGCI), et créé en 1998, l'indice est devenu le Dow Jones-UBS Commodity Index (DJ-UNSCI) en mai 2009 lorsqu'AIG, à la suite de la crise de 2008, a dû se séparer d'une partie de ses activités dans le processus de sa mise en faillite. En 2014, UBS signe un partenariat avec la société Bloomberg concernant le calcul de l'indice et, le 1er juillet 2014, l'indice est prend son nom actuel.

## Définition
Le BCOM a été construit de manière à être un indice très liquide et diversifié, embrassant un très large éventail de matières premières : il comprend à l'heure actuelle[Quand ?] 22 matières premières de sept secteurs différents. Aucun composant ne peut représenter moins de 2 % ni plus de 15 % du total de l'indice, et aucun secteur ne peut dépasser 33 % (en pondération annuelle). Le poids relatif de chaque matière première dans le BCOM est calculé de manière que la proportion de chacune reflète son importance au sein de l'économie mondiale et sa liquidité. Ces poids sont revus chaque année afin de se conformer à ces objectifs.